# پیام‌ها (فیلم)
پیام‌ها (انگلیسی: Messages) فیلمی در ژانر ترسناک است که در سال ۲۰۰۷ منتشر شد. از بازیگران آن می‌توان به جفری‌دیوید فاهی و بروس پین اشاره کرد.